# Fehér fülesfácán
A fehér fülesfácán (Crossoptilon crossoptilon) a madarak osztályának tyúkalakúak (Galliformes) rendjébe és a fácánfélék (Phasianidae) családjába tartozó faj.

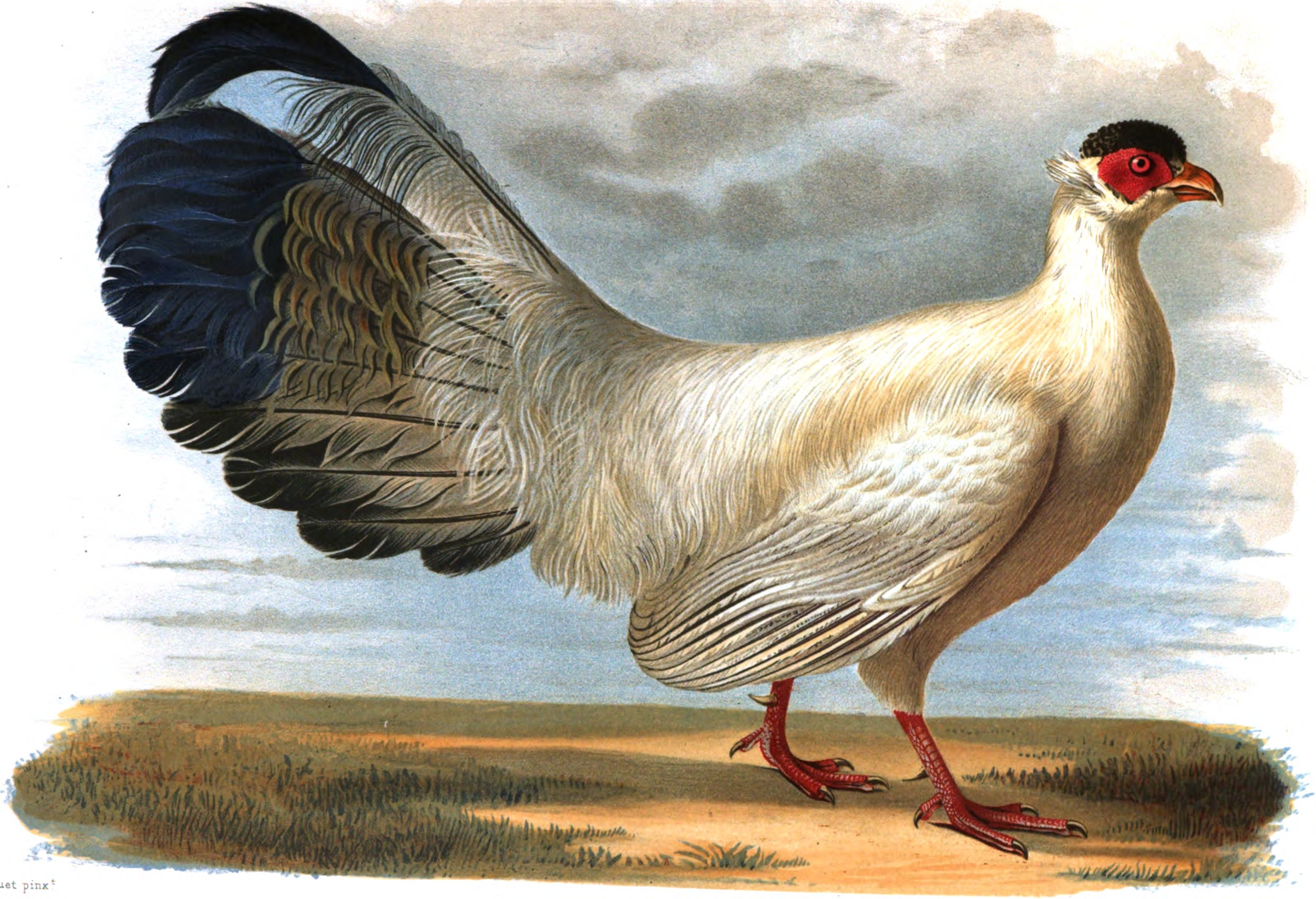
Fehér fülesfácán

## Előfordulása
A hegyvidékeket kedveli, Kína (Csinghaj (Qinghai), Szecsuan (Sichuan), Tibet, Jünnan (Yunnan)), és Északnyugat-India területén van az élőhelye, itt megtalálható 3000 és 4500 méter magasságban is, mivel a hideget jól viseli. A tibeti fülesfácánt sokáig ennek a fajnak az alfajaként sorolták be.
A kelet-tibeti erdők jellegzetes madara. Leginkább a fenyőerdőket kedveli, de más erdőkben is előfordul. A 4600 m-es erdőhatár fölé hatolva a rododendronok által uralt növényzetben is megél. A Jangce és mellékfolyói vidékén sziklás bokorerdőkben található meg, a vadrózsák, gyöngyvesszők, borbolyák, borókák és Prunus fajok között, 3500 és 4000 m közötti magasságban.
A földrajzi változatok erősen különböznek, de alfajait kevéssé kutatták, így csak kevés alfajt ismertek fel eddig. A névadó alak nagyrészt fehér, de a dolani alfaj világos hamuszürke. A drouynii alfaj tagjai lehetnek fehérek vagy világosszürkék, így átmenetet képeznek a két alfaj között. A Jean Théodore Delacour által leírt lichiangense alfaj valószínűleg egyesíthető a névadó alakkal.

## Alfajai
- Crossoptilon crossoptilon crossoptilon (Hodgson, 1838)
- Crossoptilon crossoptilon dolani Meyer de Schauensee, 1937
- Crossoptilon crossoptilon drouynii J. Verreaux, 1868
- Crossoptilon crossoptilon lichiangense Delacour, 1945

## Megjelenése
A nagyobb testű fácánok közé tartozik, testhossza mind a kakasnak, mind a tojónak kb. 92 cm. Testtömegük között van csupán különbség, a hím testtömege 1800-2200 gramm, míg a tojóé kb. 1500-1800 gramm. Szárnyhossza 330 mm körüli.
A névadó alak nagyrészt fehér, de vannak halványszürke alfajok is. Fekete sapkája a fejtető közepéig ér. Írisze narancssárga, csőre rózsaszín-szaruszínű. Tollatlan szemkörnyéke nagy és piros. Fülfedő tollai hosszúak, de nem alkotnak a fej fölé emelkedő tollcsomót, mint más fülesfácánoknál. Felső szárnyfedői és felső farktollai szürkések. Karevezői feketés barnák pirosba játszódó acélkék fénnyel, a kézevezők sötétbarnák. A farok húsz kormánytollat tartalmaz, és alapjuknál bíborbronzan, közepükön zöldeskéken, végükön mélybíboran fénylenek. A legtöbb fülesfácántól eltérően, de a tibeti fülesfácánhoz hasonlóan a középső faroktollak nem szakadoznak szét szőrszerűen. Lába piros.

## Hangja
Párzási hangja rekedt, messzire hallatszó kiáltások egyre magasabb sorozata. Nehezen különböztethető meg a tibeti fülesfácán kiáltásától, de annál gyorsabb.

## Életmódja
Nagy erős csőre és lába van, amivel könnyedén kikaparja a talajban lakó férgeket, de szívesen fogyasztja a bogyókat, magvakat és a zöld növényi részeket.

## Szaporodása
A fehér fülesfácán második életévében válik ivaréretté. Tavasszal, április-július között kiválasztják a párjukat és fészket raknak. Egy fészekalja 4-7 tojást tartalmazhat, amelynek a nagysága kb. 53*39mm nagyságú tojásokkal lehet tele, és ezeken a tojó 24-25 napig kotlik. A kikelő kiscsibék kezdettől fogva nagyon aktívak és anyjukat követik a kapirgálásban.

## Fordítás
- Ez a szócikk részben vagy egészben  a   Weißer Ohrfasan című német Wikipédia-szócikk fordításán alapul.  Az eredeti cikk szerkesztőit annak laptörténete sorolja fel. Ez a jelzés csupán a megfogalmazás eredetét és a szerzői jogokat jelzi, nem szolgál a cikkben szereplő információk forrásmegjelöléseként.